# John Kay (muzyk)
John Kay, Joachim Fritz Krauledat (ur. 12 kwietnia 1944 w Tylży) – kanadyjski wokalista i autor piosenek. Znany głównie jako lider zespołu Steppenwolf.
W 2004 roku muzyk wraz z Michaelem Monarhem został sklasyfikowany na 99. miejscu listy 100 najlepszych gitarzystów heavymetalowych wszech czasów według magazynu Guitar World.

## Życiorys
Podczas wysiedleń z Prus Wschodnich na początku 1945 jego matka musiała uciekać przed oddziałami rosyjskimi. W 1948 zostali zmuszeni do emigracji z Arnstadt do Hanoweru, o czym artysta wspomina w piosence "Renegade" z albumu Steppenwolf 7.
Po przyjeździe do Kanady dołączył do kapeli znanej jako The Sparrows, która odniosła małe sukcesy w Kanadzie. Po przeniesieniu do Kalifornii w 1967 zmienili nazwę na Steppenwolf. Jako pionierzy heavy metalu zdobyli międzynarodową popularność takimi utworami jak "Born to Be Wild", "Magic Carpet", "Rock Me", "Monster)", "The Pusher". Piosenka "Born To Be Wild", wykorzystana w filmie Easy Rider, jest uważana za nieoficjalny hymn harleyowców.
Cierpi na genetyczną achromatopsję i nadwrażliwość na światło, stąd najczęściej występuje w ciemnych okularach.